# غيورغ هينريش فون غورتز
غيورغ هينريش فون غورتز (بالألمانية: Georg Heinrich von Görtz) هو سياسي ودبلوماسي سويدي من أصل ألماني ولد في سنة 1668 في هولشتاين. خدم في البلاط السويدي تحت إمرة الملك كارل الثاني عشر. شغل منصب الوزير الأعلى وكان صاحب النفوذ الأعلى في المملكة بعد الملك. أيد التصالح مع روسيا القيصرية. بعد وفاة الملك تم اعدامه بصمت من قبل النبلاء في 19 فبراير 1719، حيث اعتبروه خائن عمل لمصلحة روسيا.